# Стюарт, Эндрю, 2-й лорд Очилтри
Эндрю Стюарт, 2-й лорд Очилтри (ок. 1521—1591) — шотландский дворянин и пэр, сражался за шотландскую реформацию. Его дочь вышла замуж за Джона Нокса, и он сыграл определенную роль в поражении Марии Стюарт, королевы Шотландии, в битве при Лангсайде в 1568 году.

## Биография
Отец Эндрю, Эндрю Стюарт, 2-й лорд Эйвондейл (? — 1549), обменял свои земли и титул, чтобы стать 1-м лордом Очилтри. Его матерью была Маргарет Гамильтон, дочь Джеймса Гамильтона, 1-го графа Аррана.
Лорд Очилтри стал протестантом, когда Шотландия еще была католической страной. Когда сопротивление католической религии и правлению регентши Шотландии Марии де Гиз начало расти, лорд Очилтри был одним из первых лордов Конгрегации, который отправился в Перт в июне 1559 года и присоединился к остальным в Эдинбурге к 1 июля. Очилтри подписал письма Конгрегации королеве Англии Елизавете I Тюдор и её министру Уильяму Сесилу от 19 июля 1559 года. Джон Нокс написали письма, в которых говорится, что их «цель» состояла в том, чтобы избавиться от суеверий и «сохранить свободу нашей страны от тирании и рабства чужеземцев». Уильям Сесил ответил, упомянув пример государственного устройства Дании и задаваясь вопросом, какое место в их схеме могут занимать Гамильтоны, бывший герцог Шательро, граф Арран и лорд Дэвид Гамильтон.
27 апреля 1560 года, лорд Очилтри подписал в составе «группы шотландской знати», которая обязалась изгнать французские войска из Шотландии и помощь английской армии, которая вступила в Шотландию в соответствии с условиями Бервикского договора. Джон Нокс писал позднее в своей истории Реформации в Шотландии, что лорд Очилтри был «человек с большей вероятностью будет искать мира, чем бой на дамбе.»
Дочь лорда Очилтри Маргарет вышла замуж за Джона Нокса в 1563 году. Его второй сын Джеймс Стюарт стал могущественным графом Арраном в 1580-х годах. Его старший сын Эндрю, мастер Очилтри, умер раньше него, в 1578 году. Жена хозяина Очилтри Маргарет, хозяйка Очилтри, была важной королевской служанкой, и по крайней мере три из ее дочерей были фрейлинами королевы Анны Датской.
Лорд Очилтри умер в ноябре 1591 года. Ему наследовал его внук Эндрю, 3-й лорд Очилтри, который позже стал Эндрю Стюартом, 1-м бароном Касл-Стюарт.

## Семья
Эндрю Стюарт, 2-й лорд Очилтри, женился на Агнес Каннингем. Его дети и внуки:
- Эндрю Стюарт, известный как мастер Очилтри (ум. 1578). Он женился на Маргарет Стюарт (ум. 1627), дочери Генри Стюарта, 1-го лорда Метвена, которая была известна как хозяйка Очилтри и служила при королеве Анне Датской и принца Генриха. Их дети:
  - Эндрю Стюарт (1560—1629), 1-й барон Касл Стюарт, ставший 3-м лордом Очилтри в 1591 году
  - Джозиас Стюарт из Бонингтона, который был сторонником Фрэнсиса Стюарта, 5-го графа Ботвелла, и в 1595 году раскрыл Тайному совету Шотландии информацию о союзе между графом Ботвеллом и католическими мятежными северными графами[5]. Он был душеприказчиком и администратором Джин Стюарт, леди Баргани, и ее сына Томаса Кеннеди[6]
  - Мария Стюарт (ум. 1606), которая вместе со своей матерью была придворной дамой при дворе Анны Датской. Она вышла замуж за Роджера Астона, английского фаворита короля Якова VI, который назначил его джентльменом спальни в 1587 году.
  - Энн Стюарт, которая вышла замуж за Эндрю Керра, лорда Джедбурга.
  - Джин Стюарт, служила при дворе Анны Датской, вышла замуж за своего двоюродного брата Гилберта Кеннеди-Младшего из Баргани. Свадьбу отпраздновали при дворе с едой и музыкой, а король Яков подарил ей одежду[7]. Говорили, что Яков VI вынудил лэрда Баргани устроить брак без приданого, потому что он встал на сторону церкви и министров против него. Королева организовала ссуду для приданого[8].
  - Маргарет Стюарт, также дама в доме королевы, вышла замуж в январе 1596 года за сэра Джона Стюарта младшего из Тракера[9]
  - Марта Стюарт, которая вышла замуж за Николаса Резерфорда из Хандали.
- Джеймс Стюарт (? — 1595) из Ботвеллмура, ставший лордом-канцлером Шотландии и графом Арраном.
- Уильям Стюарт из Монктона (? — 1588), графство Айршир, проректор Айра в 1585 году, убит Фрэнсисом Стюартом, 5-м графом Ботвеллом, в июле 1588 года.
- Генри Стюарт из Брэйдвуда.
- Маргарет Стюарт, которая вышла замуж за Джона Нокса в 1564 году, было около шестнадцати лет (Ноксу было около 60). Английский дипломат в Шотландии Томас Рэндольф отметил, что она была близкой родственницей Джеймса Гамильтона, герцога Шательро, мать Эндрю была сводной сестрой герцога. Они поженились в Вербное воскресенье после оглашения брачного обряда в Сент-Джайлсе, Эдинбург. Рэндольф написал, что королева Сария Стюарт была недовольна этим браком, потому что Маргарет была королевской родственницей по «крови и имени»[10] . После смерти Нокса она вышла замуж за Эндрю Керра из Фалдонсайда.
- Изобель Стюарт, замужем за сэром Томасом Кеннеди из Баргани.

Эндрю Стюарт, 2-й лорд Очилтри, вторым браком женился на Маргарет Каннингем, дочери Александра Каннингема, 5-го графа Гленкэрна (? — 1574), и вдове Джона Уоллеса из Крейги.

## Шведская линия
У Эндрю, 2-го лорда Очилтри, вероятно, был сын от Джанет Форбс, Джон Стюарт. Он поступил на службу в Швецию и был мастером верховой езды у короля Эрика XIV Вазы, и у него было два сына Эндрю и Джон. Эта ветвь семьи Очилтри представлена в шведской палате лордов под именем Стюарт. Ханс (Йоханнес) Стюарт (ум. 1618) получил родовое письмо в Эдинбурге в 1579 году и письмо с гербом из замка Холируд в Эдинбурге от короля Шотландии Якова VI в 1585 году.
Джон Стюарт женился на Брите Эриксдоттер Зуп, а их дочь Марта Стюарт (1606—1653) вышла замуж за французского подполковника Антона Идрона, который был убит в битве при Нюрнберге в 1632 году в Тридцатилетней войне (1618—1648). Вдова Марта Стюарт жила на острове Альме и часто переписывалась со шведским канцлером Акселем Оксенштерной, чей замок Тидо-Слотт находился неподалеку.